# Desa Pantirejo (administrativ by i Indonesien, lat -6,81, long 111,02)
Desa Pantirejo är en administrativ by i Indonesien.   Den ligger i provinsen Jawa Tengah, i den västra delen av landet, 500 km öster om huvudstaden Jakarta.